# Archaeotinodes lanceolatus
Archaeotinodes lanceolatus is een fossiele soort schietmot uit de familie Ecnomidae.